# Cyphoma christahemmenae
Cyphoma christahemmenae is een slakkensoort uit de familie van de Ovulidae. De wetenschappelijke naam van de soort is voor het eerst geldig gepubliceerd in 1997 door Fehse.